# Yalta (cràter)
Yalta és un cràter sobre la superfície de (951) Gaspra, situat amb el sistema de coordenades planetocèntriques 57.6 ° de latitud nord i 261.3 ° de longitud est. Fa un diàmetre de 1.4 km. El nom va ser fet oficial per la UAI l'any 1994 i fa referència a Ialta, una ciutat a Crimea amb balneari.